# Pelham (Massachusetts)
Pelham es un pueblo ubicado en el condado de Hampshire en el estado estadounidense de Massachusetts. En el Censo de 2010 tenía una población de 1.321 habitantes y una densidad poblacional de 19,21 personas por km².

## Geografía
Pelham se encuentra ubicado en las coordenadas 42°22′18″N 72°24′45″O / 42.37167, -72.41250. Según la Oficina del Censo de los Estados Unidos, Pelham tiene una superficie total de 68.77 km², de la cual 65.04 km² corresponden a tierra firme y (5.43%) 3.73 km² es agua.

## Demografía
Según el censo de 2010, había 1.321 personas residiendo en Pelham. La densidad de población era de 19,21 hab./km². De los 1.321 habitantes, Pelham estaba compuesto por el 93.49% blancos, el 1.74% eran afroamericanos, el 0.15% eran amerindios, el 1.74% eran asiáticos, el 0% eran isleños del Pacífico, el 0.83% eran de otras razas y el 2.04% pertenecían a dos o más razas. Del total de la población el 3.1% eran hispanos o latinos de cualquier raza.